# NGC 1262
NGC 1262 je galaksija u zviježđu Eridan.

## Vanjske poveznice
- SEDS: NGC 1262